# Martin Luther King
Martin Luther King Jr. (n. 15 ianuarie 1929, Atlanta, Georgia, SUA – d. 4 aprilie 1968, Memphis, Tennessee, SUA) a fost un pastor baptist nord-american, activist politic, cunoscut mai ales ca luptător pentru drepturile civile ale persoanelor de culoare din Statele Unite ale Americii.
Cunoscut și sub abrevierea MLK, a organizat și a condus marșuri în favoarea dreptului la vot, pentru desegregare rasială și alte drepturi civice elementare pentru cetățenii de culoare nord-americani. Cele mai multe astfel de legi, și anume Civil Rights Act, Voting Rights Act, au fost promulgate sub președinția lui Lyndon B. Johnson.
În timpul unui marș pentru libertate (28 august 1963) a pronunțat unul dintre cele mai celebre discursuri: I have a dream (Am un vis).
L-a cunoscut pe John Fitzgerald Kennedy care i-a acordat sprijinul în lupta împotriva discriminării rasiale.
Martin Luther King a fost cel mai tânăr laureat al Premiului Nobel pentru pace în 1964, pentru lupta împotriva segregației rasiale și discriminării rasiale. A depus eforturi în lupta împotriva sărăciei precum și a opririi războiului din Vietnam.
King a fost asasinat pe data de 4 aprilie 1968, în Memphis, Tennessee. După moartea sa i s-a acordat Medalia prezidențială pentru libertate în 1977 și Medalia de Aur în 2004; În 1986 ziua lui Martin Luther King a fost declarată zi federală în Statele Unite.

## Biografia

### Copilăria
Martin Luther King s-a născut pe 15 ianuarie 1929, ca fiu al reverendului Martin Luther King Sr. (născut la Stock-Bruge, în Georgia, pe 19 decembrie 1897. A adoptat numele Luther după o excursie prin Europa și Țara Sfântă, în 1934. A murit în Atlanta, Georgia, în 1984. Mama sa, Alberta Williams King, s-a născut în Atlanta, Georgia, pe 13 septembrie 1904. S-a măritat cu King în 1926. Era profesoară. A fost împușcată pe 30 iunie 1974 de Marcus Chenault, pe când cânta la orga bisericii baptiste Ebenezer. Tatăl său,înainte de a fi predicator baptist, mai fusese mecanic la un auto-service și pompier la o societate feroviară. Sora sa, Willie Christine King, s-a născut pe 11 septembrie 1927, iar fratele său, Albert Daniel King, a venit pe lume pe 30 iulie 1930, murind într-un accident în piscină, pe 21 iulie 1969.)

### Educația
Începând cu 20 septembrie 1944, frecventează cursurile Colegiului Morehouse, care era în sudul SUA singura școală superioară pentru cei de culoare.
În 1948 este absolvent cu titlu Bachelor of Arts în sociologie. La îndemnul părinților și al foștilor profesori, intră la Crozer Theological Seminary din Chester, Pennsylvania, pentru a studia teologia.
În această perioadă citește pe Aristotel, Platon, John Locke, Jean-Jacques Rousseau, Henry David Thoreau, Walter Rauschenbusch, lecturi care îi vor influența gândirea și activitatea de viitor predicator:
Predica este pentru mine un proces dual. Pe de o parte mă străduiesc să schimb sufletele tuturor indivizilor pentru ca și societatea să se modifice. Pe de altă parte trebuie să modific întreaga societate pentru ca și în sufletul individului să apară o schimbare. De aceea trebuie să mă ocup de șomaj, sărăcie și nesiguranță economică.
Ulterior a început studii de teologie în vederea doctoratului (Ph.D.), pe care l-a obținut în 5 iunie 1955, cu o lucrare intitulată "A Comparison of the Conceptions of God in the Thinking of Paul Tillich and Henry Nelson Wieman". O comisie academică instituită în octombrie 1991, a stabilit că mai multe capitole din lucrarea sa de doctorat au fost plagiate. Deși, în mod normal, pentru plagiaturi mult mai reduse ca amploare, astfel de comisii anulează titlurile științifice obținute prin fraudă, importanța lui King în istoria mișcării pentru drepturile civile ale populației de culoare a împiedicat comisia să retragă titlul acordat acestuia, considerând că o astfel de acțiune nu ar mai servi la nimic.

## Activitatea militantă
În 1954, pe când avea 25 de ani, Martin Luther King a devenit pastor la biserica baptistă din Dexter Avenue, în Montgomery, Alabama. Ca mulți alți pastori de culoare, a fost influențat de cântecele gospel, din textele cărora va cita adesea în discursurile sale de mai târziu. Credința lui King se sprijinea pe exemplul învățăturilor evanghelice, de a-ți iubi aproapele și de a-l iubi pe Dumnezeu înainte de toate. Spre sfârșitul anilor '50, atunci când a început să militeze pentru drepturile civile ale populației de culoare, un activist veteran în domeniu, Rustin Bayard, i-a servit drept mentor și consilier.

### Montgomery
În 1955, în Montgomery, Alabama, începe o campanie politică și socială împotriva segregării rasiale din transportul public, mai ales în autobuze, de unde și denumirea protestului-maraton, Montgomery Bus Boycott.
Protestul a fost declanșat de arestarea Rosei Parks, o americancă de culoare care a refuzat să cedeze locul unui alb în autobuz. Aceasta s-a întâmplat pe 1 decembrie 1955. Patru zile mai târziu, Rosa este condamnată la plata unei amenzi. Atunci intră în scena socială Martin Luther King (care până atunci era un pastor anonim), care, susținut și de Ralph Abernathy (1926 - 1990) lansează o campanie de protest care a durat 381 de zile. Perioada a fost foarte tensionată: King a fost arestat iar casa sa a fost bombardată ca represalii.
Pe 13 noiembrie 1956, Curtea Supremă este nevoită să declare ca neconstituționale legile de segregare din autobuzele publice din Montgomery.
Victoria a fost atât de răsunătoare, că, în 1957, King a fost ales lider al Southern Christian Leadership Conference. În același an, marele militant politic întreprinde mai multe călătorii în sudul SUA, unde ține peste 200 de cuvântări. Tot atunci scrie și prima sa carte, Stride Toward Freedom: The Montgomery Story.

### Albany
În data de 17 noiembrie 1961, o coaliție formată din activiști locali ai organizației locale a NAACP (National Association for the Advancement of Colored People) și ai SNCC (Student Nonviolent Coordinating Committee), în orașul Albany din statul Georgia, a decis declanșarea unei campanii de proteste non-violente contra segregației și discriminării rasiale, prin ocuparea și boicotarea stațiilor de autobuz, magazinelor și localurilor destinate exclusiv albilor și prin marșuri de protest prin fața primăriei orașului. Martin Luther King, sosit în oraș în 14 decembrie 1961, va fi arestat a doua zi în timp ce participa la un marș de protest. Deși refuzase să fie eliberat pe cauțiune până când autoritățile nu vor satisface cererile protestatarilor, va fi eliberat totuși, și se va întoarce în oraș în iulie 1962. Arestat din nou, va fi condamnat la 45 de zile de închisoare sau plata unei amenzi  de 178$. Martin Luther King a ales închisoarea. După trei zile, șeful poliției locale, Laurie Pritchett, a aranjat discret plata cauțiunii și eliberarea acestuia. De altfel, tactica autorităților a fost de a opera arestări în masă sub pretextul asigurării liniștii publice, dispersarea arestaților în centre de detenție îndepărtate, urmate de eliberarea discretă a acestora, fără a face vreo concesie, astfel încât până la urmă, mișcarea de protest nu și-a atins scopurile. Martin Luther King va fi din nou arestat spre sfârșitul lunii iulie, fiind reținut două săptămâni, după care va părăsi definitiv orașul, fără a obține prea mari concesii din partea autorităților.

### Birmingham
Cu circa 350 000 de locuitori, din care populația de culoare reprezenta aproape 40%, în 1960, orașul Birmingham din statul Alabama era unul din cele mai segregate rasial orașe din Statele Unite. După eșecul campaniei din Albany, Martin Luther King a decis să schimbe tactica, încercând să deplaseze presiunile asupra autorităților înspre factorii economici. S-a urmărit ca prin proteste pașnice și prin boicotarea comerțului și serviciilor, să se provoace arestări în masă, care să conducă la paralizarea activității economice. Campania de proteste era cât pe ce să eșueze în momentul în care șeful poliției locale, Eugene “Bull” Connor, a obținut o derogare de la lege, ceea ce i-a permis să ridice valoarea cauțiunii de la 300$ la 1200$ (cca. 9000$ în 2014), o sumă destul de mare pe atunci, ceea ce a condus la demoralizarea multora din protestatari. În plus, a ridicat noi probleme pentru Martin Luther King, nevoit să colecteze sume extrem de ridicate de bani de la populația de culoare din restul SUA. La toate aceste probleme s-a adăugat și arestarea acestuia în 12 aprilie 1963, a 13-a, pe când încerca să mobilizeze populația de culoare descurajată de măsurile represive luate de autorități. În închisoare, Martin Luther King a scris pe marginea unui ziar celebra “Letter from Birmingham Jail”. (16 aprilie 1963) Un lider local, James Bevel, a încercat să depășească impasul în care se găsea deja mișcarea de protest, prin mobilizarea elevilor de culoare, numită Cruciada Copiilor în revista Newsweek. De această dată protestele nu au mai fost atât de pașnice, ceea ce atras riposta dură a poliției, care a utilizat tunuri de apă și câini polițiști pentru împrăștierea manifestanților. Imaginile transmise în direct de marile canale de televiziune au impresionat întreaga națiune, consolidând poziția lui Martin Luther King și a mișcării pentru drepturile civile ale populației de culoare. Totodată, mulți au criticat folosirea copiilor în scopuri politice. Protestele populației de culoare, paralizarea activității economice a orașului și atenția întregii națiuni, au determinat autoritățile din Birmingham să se așeze la masa negocierilor. Acceptate de oficialități, revendicările populației de culoare au fost îndeplinite treptat de-abia în deceniul următor.

### Mitingul de la Washington

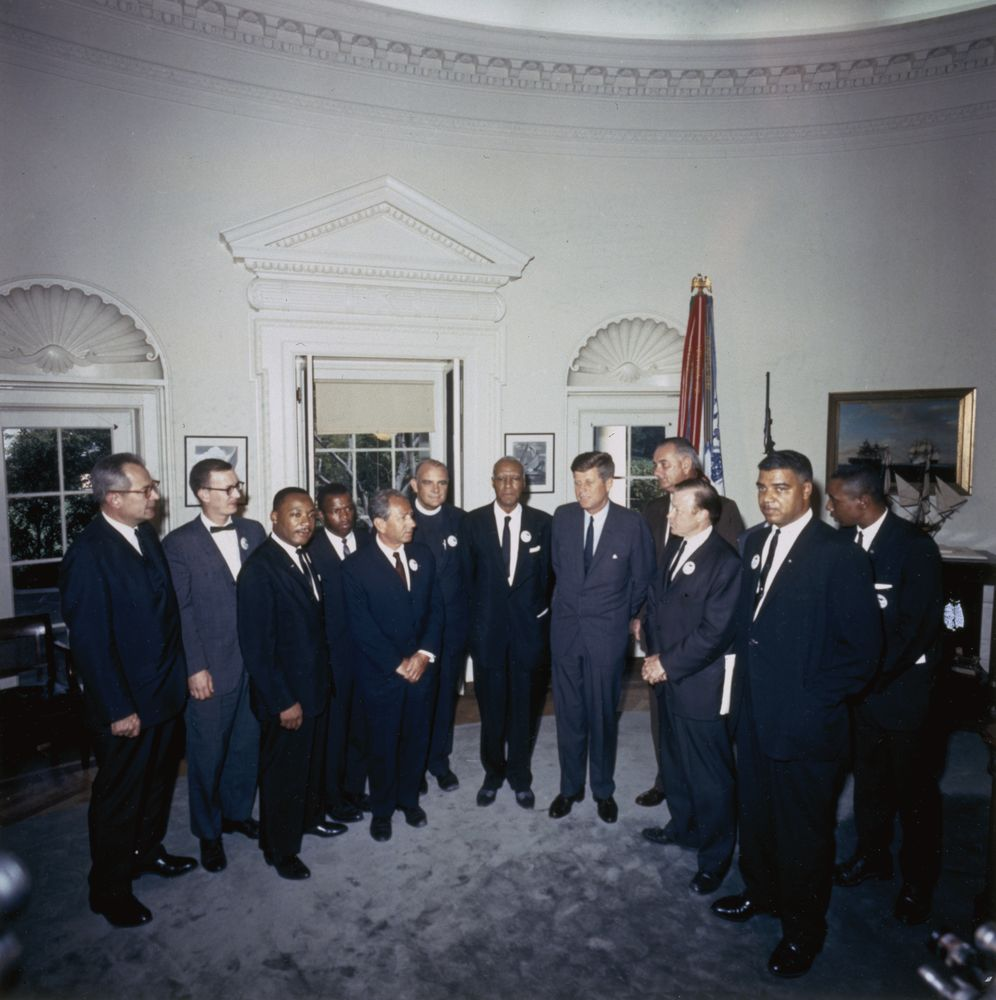
John F. Kennedy și Lyndon B. Johnson se întâlnesc cu organizatorii Marșului de la Washington, 1963

Martin Luther King împreună cu SCLC (Southern Christian Leadership Conference), s-a numărat printre liderii așa-numitei organizații pentru drepturile civile ale populației de culoare "Big Six", care a organizat Marșul spre Washington, care a avut loc în 28 august 1963. Protestatarii au avut revendicări extrem de precise: încetarea segregației rasiale în școlile publice, legi care să interzică discriminarea rasială la angajare, protecția liderilor populației de culoare față de brutalitățile poliției, salariul minim orar de 2$. În ciuda dezacordurilor dintre lideri, marșul a fost un succes, cu peste un sfert de milion de participanți, unul din cele mai impresionante mișcări de protest din epocă. Participanții s-au oprit în fața memorialului Lincoln din Washington DC.
Cu această ocazie, Martin Luther King a ținut un discurs cu durata de cca. 17 min., cunoscut ulterior sub numele de "I Have a Dream" (Am un vis), discurs ce va deveni celebru. Partea cea mai cunoscută și mai citată, în care King se detașează oarecum de textul original pregătit anterior, se datorează probabil Mahaliei Jackson, care i-ar fi șoptit la ureche: "vorbește-le despre vis". King a spus atunci, citez:
"Vă spun azi, prieteni - chiar dacă va trebui să dăm piept cu greutățile de azi și de mâine, că am avut un vis. Este un vis cu rădăcini adânci în visul american. Am visat că într-o zi, această națiune se va ridica și va înțelege adevărul cuprins în crezul său: susținem că acesta este evident - toți oamenii se nasc egali. Am visat că într-o zi, pe dealurile roșii din Georgia, copiii foștilor sclavi vor sta la aceeași masă cu copiii foștilor proprietari de sclavi. Am visat ca într-o zi, statul Mississippi însuși, stat  în care te gâtuie injustiția, stat în care te gâtuie oprimarea, să se transforme într-o oază de libertate și justiție. Am visat că cei patru copii ai mei vor trăi într-o zi în mijlocul unei națiuni în care nu vor mai fi judecați după culoarea pielii, ci după calitățile lor."
"I Have a Dream"  este considerat astăzi unul din cele mai bune discursuri din istoria Americii. Marșul ce a urmat, dar în special discursul emoționant al lui King, au contribuit din plin la promulgarea Civil Rights Act în 1964.

### St. Augustine
Părintele mișcării de protest din St. Augustine, Florida, este considerat Dr. Robert B. Hayling. Fost ofițer de aviație, dr. Hayling a devenit primul dentist de culoare din Florida, fiind admis ulterior în American Dental Association. Inițial asociat cu NAACP, datorită provocărilor și violențelor membrilor Ku-Klux-Klan-ului, a militat pentru crearea de grupări înarmate de auto-apărare în paralel cu tactica non-violentă adoptată de Martin Luther King. În martie 1964, King și organizația condusă de el, Southern Christian Leadership Conference (SCLC), s-au alăturat mișcării dr. Hayling. Au fost inițiate demonstrații non-violente prin oraș, urmate în replică de contra-demonstrații ale membrilor Klan-ului, adesea soldate cu ciocniri violente între cele două tabere, violențe ce au atras atenția presei. Poliția a operat sute de arestări. Martin Luther King a fost și el arestat, singura dată în care a fost arestat în Florida, în data de 11 iunie 1964. În închisoare va scrie "Letter from the St. Augustine Jail". Printre acțiunile de protest inițiate de către dr. Hayling, a fost și folosirea piscinelor rezervate albilor. Conflictul dintre cele două tabere a ajuns la apogeu în momentul în care un grup de protestatari de culoare s-au aruncat în piscina motelului Monson Motor Lodge, rezervată albilor. Managerul hotelului, James Brock, care era și președintele Florida Hotel & Motel Association, a fost fotografiat în timp ce turna acid în piscină, pentru a-i determina pe protestatari să iasă din apă. Imaginea respectivă a devenit celebră. Protestele din St. Augustine, Florida au avut un rol important în adoptarea legii privind drepturile civile ale populației de culoare, Civil Rights Act, în 1964.

### Premiul Nobel
În semn de recunoaștere a întregii sale activități în slujba populației de culoare, pentru combaterea discriminării rasiale prin proteste pașnice, în 14 octombrie 1964, Martin Luther King a primit premiul Nobel pentru pace, devenind cel mai tânăr laureat al acestuia. În discursul rostit cu această ocazie, l-a menționat pe Gandhi în calitate de pionier al luptei cu mijloace pașnice contra inechităților sociale. De altfel, l-a avut pe Gandhi drept model de-a lungul întregii sale vieți, și se pare că exemplul acestuia i-a inspirat anumite principii morale.

### Duminica sângeroasă

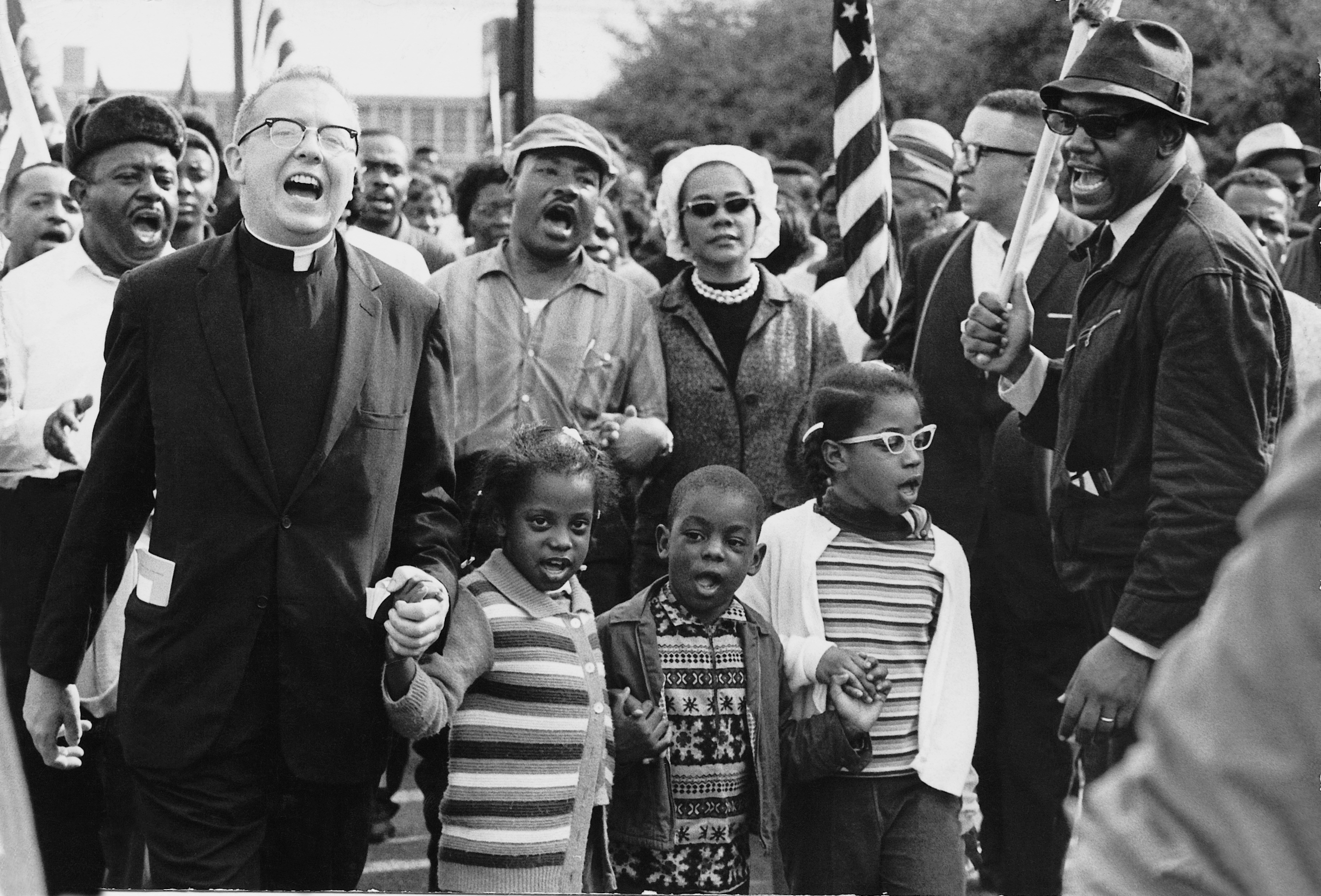
King Jr. și protestatari la marșul Selma-Montgomery, 1965

Marșul de protest de la Selma la Montgomery din 1965, cunoscut și sub numele de Duminica Sângeroasă (Bloody Sunday), ca și cele alte două marșuri de protest care i-au urmat, au constituit apogeul luptei populației de culoare din Statele Unite pentru drepturile civile. Selma era unul din orașele principale ale ținutului Dallas din statul Alabama, în care populația de culoare, în proporție de 57%, era practic lipsită de dreptul de vot. Din 15 000 de locuitori de culoare ce aveau deja vârsta legală pentru a putea vota, doar 130 erau înregistrați. În același timp, 80% din populația de culoare a orașului trăia sub pragul de sărăcie, marea majoritate lucrând ca muncitori zilieri în agricultură. Mișcarea a început în 1963 prin înscrierea cetățenilor de culoare pe listele electorale, acțiune coordonată de o organizație locală, Dallas County Voters League (DCVL). În momentul în care acțiunea a întâmpinat rezistență din partea autorităților locale, prin impunerea de teste de scris și citit, prin presiuni și amenințări, DCVL a cerut sprijinul lui Martin Luther King. Mișcarea de protest a debutat oficial în data de 2 ianuarie 1965, atunci când King s-a adresat participanților la un mare miting organizat în Brown Chapel. Primul marș de protest a avut loc în 7 martie 1965 (Bloody Sunday), având 600 de participanți, pentru a protesta contra excluderii cetățenilor de culoare din cadrul procesului electoral. Manifestanții au fost atacați și dispersați de forțele de poliție care au utilizat bastoane și gaze lacrimogene. Al doilea marș (Turnaround Tuesday), având 2500 de participanți, a avut loc în data de 9 martie 1965. Și de această dată protestatarii au fost opriți și întorși din drum de către forțele de poliție. Marșurile aveau ca destinație finală clădirea Capitoliului din Montgomery, protestatarii dorind să discute cu guvernatorul George Wallace despre încălcarea drepturilor civile ale populației de culoare. Intervenția brutală a forțelor de poliție a fost transmisă de principalele canale de televiziune, mulți americani fiind oripilați de violența cu care a fost reprimată demonstrația pașnică din 7 martie. Fotografia uneia din participante, Amelia Boynton, plină de sânge, a apărut pe prima pagină a presei, făcând înconjurul lumii. Al treilea marș și ultimul va fi organizat în 16 martie 1965. De data aceasta, pentru a evita orice incident, protestatarii au fost protejați de un impresionant dispozitiv format din 1900 militari ai Gărzii Naționale, 2000 de soldați ai U.S. Army, agenți federali și ai FBI. Participanții au mărșăluit pe o distanță de 10 mile (16 km) de-a lungul autostrăzii Jefferson Davis (US Route 80), sosind în Montgomey pe 24, pentru ca în 25 să se oprească în fața Capitoliului. Din cei 8000 de participanți care plecaseră din Selma, doar 300 vor ajunge în Montgomery, majoritatea renunțând pe parcurs. În 25 însă, alți protestatari se vor întoarce cu autobuze sau automobile proprii, astfel că numărul celor strânși se va ridica la 25 000 de persoane. Aici, Martin Luther King va rosti discursul "How Long, Not Long." După aceasta, King și mulțimea din jurul său se vor îndrepta spre intrarea în clădire pentru a înmâna o petiție guvernatorului George Wallace. În lipsa acestuia, petiția a fost înmânată unuia din secretari. Cele trei marșuri de protest au avut un serios impact la Washington. Președintele în exercițiu, Lyndon B. Johnson s-a întâlnit cu George Wallace pentru a discuta situația drepturilor civile ale populației de culoare în Alabama. Două zile mai târziu, în 15 martie 1965, președintele avea să prezinte un proiect de lege în sesiunea comună a Congresului. Legea va fi votată ulterior, devenind Voting Rights Act.

### Chicago
Mișcarea de Eliberare din Chicago (Chicago Freedom Movement, cunoscută și sub numele de Chicago Open Housing Movement) a fost o mișcare de protest inițiată și condusă de Martin Luther King, împreună cu Al Raby. Mișcarea a constat în marșuri de protest și petiții adresate municipalității orașului Chicago. Cererile protestatarilor aveau un evantai foarte larg, cuprinzând condițiile de locuit, accesul la educație și la sistemul de sănătate, locuri de muncă, calitatea actului de justiție, dezvoltarea comunitară și calitatea vieții. Prin multitudinea de obiective propuse, a constituit cea mai ambițioasă mișcare de protest a populației de culoare din nordul Statelor Unite. Mișcarea a rezultat din alianța dintre Southern Christian Leadership Conference (SCLC), condusă de King, și o organizație locală, Coordinating Council of Community Organizations (CCCO). Principalul obiectiv al mișcării a fost eliminarea discriminării în ceea ce privește condițiile de locuit. Apogeul a fost atins în data de 10 iulie 1966, cu ocazia unui miting organizat de către Martin Luther King în Soldier Field, la care s-au strâns cca. 35000 de persoane, fiind invitate și vedete de culoare, printre care Mahalia Jackson și Stevie Wonder. Mișcarea a continuat cu marșuri de protest organizate prin cartierele locuite de albi ale orașului Chicago, din zona de sud-vest și nord-vest a orașului. Aceste proteste au provocat adesea reacții violente din partea albilor, care au alarmat primăria, atrăgând și atenția mass-media. În 10 iulie 1966, Martin Luther King a pus o listă cu revendicările populației de culoare pe ușa primăriei orașului Chicago. În consecință, o lună mai târziu au început negocieri între reprezentanții protestatarilor, primărie, și factorii de răspundere din domeniul imobiliar (Chicago Real Estate Board), ajungându-se la o înțelegere (Summit Agreement) în data de 26 august 1966. Odată ce obiectivele principale au fost atinse, Martin Luther King și SCLC au decis să-și concentreze energiile în alte direcții, punând capăt acestei campanii.

### Războiul din Vietnam
Începând cu 1965, Martin Luther King a început să se pronunțe tot mai des în public contra escaladării conflictului armat din Vietnam. În 4 aprilie 1967, exact cu un an înainte să fie asasinat, în cadrul unei apariții publice la biserica Riverside din New York, King a ținut un discurs intitulat "Beyond Vietnam: A Time to Break Silence". În cadrul acestui discurs a condamnat politica americană în Vietnam, "ocupat ca o colonie americană". King se opunea războiului mai ales din rațiuni economice, susținând că acesta consuma resurse care ar fi putut foarte bine fi folosite acasă, pentru combaterea sărăciei populației de culoare, dar și din considerente umanitare, susținând că armata americană ar fi omorât deja un milion de vietnamezi, în mare parte copii. Toate aceste luări de poziție publice au cauzat retragerea sprijinului de care se bucura printre susținătorii albi, în principal al președintelui Lyndon B. Johnson, al liderilor de sindicat și al formatorilor de opinie din mass-media. Discursul "Beyond Vietnam" reflectă evoluția ideilor politice ale lui King în ultima perioadă a vieții sale. El vorbea despre necesitatea unor schimbări fundamentale în viața politică și economică a națiunii, pronunțându-se pentru o redistribuire mai echitabilă a resurselor, pentru a corecta inechitățile rasiale și sociale. În public, și-a controlat cu grijă modul de exprimare pentru a nu fi acuzat de idei comuniste, dar în particular și-a manifestat totdeauna interesul pentru socialism. King îl citise deja pe Marx, dar respingea totuși comunismul datorită ateismului declarat și totalitarismului politic al acestuia. În 15 aprilie 1967, Martin Luther King a participat și a ținut și un discurs la un marș contra războiului din Vietnam organizat în Central Park din New York. În 13 ianuarie 1968, King a făcut apel pentru un marș la Washington, contra la ce el numea "unul din cele mai crude și mai absurde războaie", pronunțându-se pentru auto-determinarea popoarelor din Asia de sud-est.

## Asasinarea lui MLK

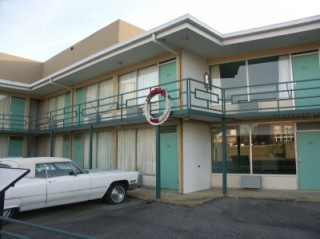
Locul în care a fost asasinat Martin Luther King Jr. (Memphis, Tennessee)

În 29 martie 1968, Martin Luther King s-a deplasat la Memphis, Tennessee, pentru a da o mână de ajutor muncitorilor de culoare de la societatea de canalizare locală, aflați în grevă din 12 martie, pentru salarii mai bune și tratament nediscriminatoriu în raport cu albii. Pe 3 aprilie, adresându-se unei adunări la Mason Temple, cartierul general mondial al Church of God in Christ, King a rostit ultimul său discurs, intitulat "Am fost în vârful muntelui" ("I've Been to the Mountaintop") Zborul său spre Memphis fusese întârziat de o amenințare cu bombă. Referindu-se la aceasta, în încheiere, el a spus:
"Deci - nu știu ce se va întâmpla în continuare. Avem în față oarece greutăți. Dar nu mă mai interesează acum. Pentru că am fost în vârful muntelui.  Nu-mi pasă. Ca oricare altul, aș dori să am o viață lungă. Longevitatea are locul ei bine stabilit. Nu doresc decât să îndeplinesc voința Domnului. El mi-a îngăduit să merg până în vârf. De unde, am privit împrejur. Și am văzut țara făgăduită. Nu pot merge cu voi acolo. Dar vreau să știți în seara asta, că noi, ca popor,  vom ajunge în țara făgăduită. De asta sunt fericit în această seară. Nimic nu mă îngrijorează. Nu mă tem de nimeni. Ochii mei au văzut măreția apariției Domnului."

### 4 aprilie 1968 6.01 p.m.
Martin Luther King a fost cazat în camera 306 a Motelului Lorraine din Memphis. La ora 6:01 p.m.,  în 4 aprilie 1968, în timp ce acesta se găsea pe balconul camerei sale de la etajul al doilea al motelului, s-a auzit un foc de armă. Alarmat, Ralph Abernathy, militant din anturajul său, a pătruns în cameră și l-a găsit pe King întins pe balcon, împușcat în obrazul drept. Glontele îi spărsese maxilarul, după care a pătruns prin măduva spinării, oprindu-se în umăr. Transportat imediat la spitalul St. Joseph, medicii nu au putut decât să constate decesul acestuia la 7:05 p.m. Deși în vârstă de doar 39 de ani, la autopsie medicii au constatat că avea inima unei persoane de 60 de ani, posibil din cauza stresului din ultimii 10 ani de luptă pentru drepturile civile ale populației de culoare.

### După asasinat
Asasinarea lui Martin Luther King a condus la un val de tulburări rasiale în Washington D.C., Chicago, Baltimore, Louisville, Kansas City, și în alte zeci de orașe. Președintele Lyndon B. Johnson a declarat ziua de 7 aprilie 1968, zi de doliu național în memoria pastorului militant pentru drepturile civile. Deoarece existau temeri că prezența președintelui ar putea incita la proteste și violențe, la funeralii a participat doar vice-președintele  Hubert Humphrey. Buna prietenă a lui King, Mahalia Jackson, a interpretat cântecul său preferat "Take My Hand, Precious Lord". Două luni mai târziu, James Earl Ray, un deținut evadat, condamnat pentru diverse furturi și spargeri, a fost arestat pe aeroportul Heathrow din Londra, în timp ce încerca să părăsească Anglia cu un pașaport fals sub numele de Ramon George Sneyd, în drum spre Rhodesia, pe atunci sub regimul de apartheid. A fost imediat extrădat în Statele Unite, în Tennessee, unde i s-a adus la cunoștință acuzația de crimă, fiind învinuit de asasinarea lui Martin Luther King. În 10 martie 1969 a mărturisit asasinatul, pentru ca trei zile mai apoi să-și retragă depoziția. La sfatul avocatului său, Percy Foreman, pentru a evita condamnarea la moarte, a pledat vinovat, fiind condamnat la 99 de ani de închisoare. Ulterior, avea să afirme că a întâlnit în Quebec, Montreal, pe un anume Raoul, implicat și el în asasinat, afirmând că acesta ar fi fost rezultatul unei conspirații. Și-a petrecut tot restul vieții în închisoare așteptând redeschiderea procesului. În 10 iunie 1977 a reușit să evadeze împreună cu alți 6 deținuți, fiind capturat după trei zile. A murit în închisoare, în 1998, în vârstă de 70 de ani, în urma unor complicații datorate hepatitei C contractate cu ocazia unei transfuzii.

### Teoria conspirației
Percy Foreman, avocatul lui James Earl Ray, a susținut că acesta era doar un țap ispășitor al unei conspirații ce a condus la asasinarea pastorului Martin Luther King. Unul din argumentele sale a fost că Ray a mărturisit crima sub presiunea amenințării cu pedeapsa capitală. Apoi a venit cu argumentul că Ray, deși infractor, era doar un spărgător de duzină, care nu mai avusese antecedente violente cu uz de armă. În fine, Ray era un borfaș prea mărunt, care nu dispunea de mijloacele necesare pentru a pune la cale un astfel de asasinat. Două teste balistice succesive au confirmat că asasinatul a fost comis cu o armă de tip Remington Gamemaster, exact ca și cea aparținând lui Ray, fără însă a dovedi că exact acea armă a fost utilizată. Martorii care se găseau în motel în momentul crimei au afirmat că focul de armă ar fi pornit dintr-o cu totul altă direcție, un tufiș din apropierea recepției, tăiat câteva zile după asasinat,  și nu de la o fereastră a motelului. În 1997, fiul lui King, Dexter Scott King, s-a întâlnit cu Ray, pentru a-l sprijini în vederea redeschiderii procesului. Doi ani mai târziu, văduva lui King, Coretta Scott King, împreună cu restul familiei, au acuzat de conspirație pe un anume Loyd Jowers, care împreună cu alți conspiratori neidentificați, ar fi plănuit asasinarea pastorului. Jowers a recunoscut că ar fi primit 100 de mii de dolari pentru a pregăti asasinarea pastorului. El era convins că cel care l-a împușcat pe King a fost locotenentul Earl Clark de la poliția din Memphis. Un juriu compus din 6 albi și 6 negri l-a găsit pe Jowers vinovat, împreună cu alte agenții guvernamentale. În anul 2000, Departamentul de Justiție a reluat investigațiile privind afirmațiile lui Jowers, dar nu a găsit suficiente probe care să dovedească vreo conspirație guvernamentală. Raportul publicat cu această ocazie a recomandat să nu se reia investigațiile decât în urma unor fapte semnificative. În 2002, New York Times a publicat declarațiile unui preot, Ronald Denton Wilson, care afirma că tatăl său, Henry Clay Wilson, l-ar fi împușcat pe King, datorită legăturilor acestuia cu Partidul Comunist din SUA, fără însă a aduce probe cât de cât semnificative în sprijinul afirmațiilor sale.

## Relațiile cu F.B.I.
Ani la rând, omul de încredere al lui Martin Luther King, dar și unul din principalii săi consilieri, a fost avocatul new-yorkez Stanley Levison, unul din cele mai importante personaje din Partidul Comunist din SUA. De altfel, Partidul Comunist din SUA încerca pe toate căile să confiște atât mișcarea pentru drepturile civile ale populației de culoare, cât și cea sindicală. Din acest motiv, dar și pentru a diminua influența și popularitatea lui Martin Luther King, directorul FBI, Edgar J. Hoover, a ordonat supravegherea informativă a acestuia. O investigație a Congresului SUA, demarată în 1975, a stabilit că între decembrie 1963 și până la moartea sa în 1968, Martin Luther King a fost ținta unei campanii dirijate de FBI, campanie menită să-l discrediteze în fața opiniei publice și să diminueze influența sa în calitate de lider al mișcării pentru drepturile civile ale populației de culoare.

### Acuzațiile de comunism
FBI a primit autorizația de a-l pune sub urmărire pe Martin Luther King spre sfârșitul lui 1963, de la Procurorul General Robert F. Kennedy, care l-a pus în temă și pe președintele în exercițiu John F. Kennedy, dat fiindcă anterior amândoi încercaseră să-l determine să se distanțeze de Stanley Levison. Deși autorizația de urmărire fusese dată oficial, Robert Kennedy a insistat pe lângă Hoover ca această urmărire să nu depășească rutina obișnuită și să se desfășoare doar pe o durată scurtă “de o lună sau pe aproape”, agenții FBI au plantat microfoane în locuințele și birourile lui King și Levison, și au interceptat convorbirile avute de King în camerele de hotel pe care le ocupa în timpul turneelor sale. În afară de FBI, convorbirile sale au fost interceptate și de National Security Agency (NSA), în cadrul unei operațiuni secrete de monitorizare a personalităților publice care se opuneau războiului din Vietnam (Operațiunea Minaret). Deși Martin Luther King era foarte apropiat de Stanley Levison, despre care s-a afirmat că i-ar fi scris mare parte din discursuri, dar și una din cărți, FBI nu a reușit să producă nici o probă concludentă cu privire la legăturile lui King cu Partidul Comunist din SUA, sau despre infiltrarea mișcării lui King cu agenți de influență comuniști. De altfel, King a negat întotdeauna că ar fi avut vreo legătură cu comuniștii. Cu toate acestea, Edgar J. Hoover l-a numit pe Martin Luther King “cel mai cunoscut mincinos din țară”, iar după mitingul de la Washington din 28 august 1963, FBI îl descria ca pe “cel mai periculos și mai eficace lider al negrilor din țară”.

### Acuzațiile de adulter
Dat fiindcă probele privind legăturile lui Martin Luther King cu Partidul Comunist din SUA erau neconcludente, agenții FBI s-au concentrat pe discreditarea publică a acestuia privind anumite aspecte ale vieții sale private, în special privind legăturile sale extraconjugale. Un apropiat al lui King, Ralph Abernathy, a povestit în autobiografia sa despre “slăbiciunea” pe care pastorul o avea pentru femei, fără însă să precizeze dacă aceasta era sau nu doar emoțională. Alți biografi vorbesc despre anumite legături extra-conjugale pe care Martin Luther King le-ar fi avut cu diverse femei. Fragmente din înregistrările făcute de FBI au ajuns în presă și s-au dovedit a fi senzaționale. King apela extrem de des la prostituate, atât albe cât și de culoare. O frază rostită de King în timp ce-și petrecea noaptea cu o prostituată, “I fuck for God” a titrat prima pagină a multor publicații de senzație. În consecință, judecătorul John Lewis Smith Jr., a ordonat în 1977, ca toate înregistrările magnetice ale convorbirilor lui King, ca și transcrierile acestora, să fie sigilate în Arhivele Naționale și interzise accesului public timp de 50 de ani.

### Speculații privind implicarea FBI în asasinat
Alături de Lorraine Motel din Memphis, Tennessee, locul unde Martin Luther King a fost asasinat, se găsea un post de pompieri, în care se găseau câțiva polițiști sub acoperire care îl țineau pe King sub observație. Agenții îl spionau pe acesta chiar în momentul în care a fost împușcat. De altfel, unul din polițiști, Marrell McCollough, a fost primul care i-a administrat primul ajutor. Toate aceste fapte, au alimentat ulterior suspiciunea implicării FBI și Poliției în asasinat, fără a fi aduse dovezi concludente privind această ipoteză.

## Influența asupra posterității
Principala moștenire lăsată de Martin Luther King a fost victoria obținută în domeniul eliminării discriminării rasiale. Legea Civil Rights Act din 1968, a fost promulgată în 11 aprilie, la doar o săptămână distanță de moartea liderului de culoare. Articolul VIII al legii, cunoscut îndeobște sub numele de  Fair Housing Act, prevedea eliminarea oricărei discriminări bazate pe rasă, religie sau origine etnică, în domeniul vânzării, închirierii și creditării locuințelor. Ulterior, prevederile legii au fost extinse și la discriminări bazate pe sex, stare familială, dizabilități și în fine, orientare sexuală. Această lege a fost văzută ca un tribut adus luptei lui King  pentru combaterea discriminărilor de orișice fel între cetățenii americani. Pe plan internațional, mișcarea non-violentă condusă de King a influențat Black Consciousness Movement și Civil Rights Movement din Africa de Sud. Lupta lui King a servit drept exemplu liderului sud-african Albert Lutuli, și el, laureat al Premiului Nobel.  Soția lui King, Coretta Scott King, a călcat și ea pe urmele lui, afirmându-se în lupta pentru drepturile civile și eliminarea oricărui fel de discriminare. În anul în care Martin Luther King a fost asasinat, ea a înființat Centrul King în Atlanta, menit să perpetueze memoria și moștenirea lăsată de acesta.

## Distincții primite

### Recunoaștere postumă

Statuia lui King din Birmingham, Alabama

În 1977, lui Martin Luther King i-a fost acordată post-mortem Presidential Medal of Freedom de către președintele Jimmy Carter. De asemenea, în 2004, i s-a acordat, lui și soției sale, Coretta Scott King, Congressional Gold Medal. Cel puțin 50 de titluri onorifice i-au fost acordate de către diverse colegii și universități de prestigiu. În timpul vieții, în 1957, a fost premiat de NAACP cu Spingarn Medal. Doi ani mai târziu, pentru cartea sa, Stride Toward Freedom: The Montgomery Story, a primit Anisfield-Wolf Book Award. A mai primit în 1966 premiul Margaret Sanger, acordat de Planned Parenthood Federation of America, pentru „lupta sa de o viață pentru dreptate socială și demnitate umană”. Tot în 1966 a fost ales membru al Academiei Americane de Arte și Științe. A mai primit post-mortem, în 1977, premiul Grammy pentru cel mai bun album vorbit, acordat înregistrării conținând discursul Why I Oppose the War in Vietnam.
King se plasează pe locul al doilea în clasamentul Gallup al celor mai admirate persoane din sec. 20. În 1963 a fost desemnat de revista Time, Omul Anului. (Person of the Year) În 2000 a fost votat al șaselea într-un clasament online „Personalitatea Secolului” lansat de aceeași revistă. De asemenea, s-a plasat pe locul al treilea într-un clasament al „celor mai mari americani”, inițiat de AOL și Discovery Channel.
Străzi din peste 730 de orașe de pe tot cuprinsul Statelor Unite poartă numele său. Ținutul King, Washington poartă numele său din 1986, iar în 2007 și-a schimbat logo-ul cu efigia sa. Biserica baptistă din Dexter Avenue unde a predicat King, a fost re-denumită în 1978, Dexter Avenue King Memorial Baptist Church. Martin Luther King este comemorat ca martir de către Biserica Episcopală din SUA (în 4 aprilie) și de către Biserica Evanghelică Luterană din America (în 15 ianuarie). Casa părintească în care a copilărit King în Atlanta, împreună cu alte clădiri din vecinătate au fost declarate sit istoric în 1980 (Martin Luther King, Jr. National Historic Site) de către U.S. Department of the Interior. În 1996, Congresul SUA a împuternicit organizația Alpha Phi Alpha, printre membrii căreia se găsea și King, să creeze o fundație care să gestioneze fondurile destinate construcției unui memorial Martin Luther King, Jr., care urma să fie realizat în Washington Mall. King este primul american de culoare și a patra persoană care fără să fie președinte, căreia i se dedică un memorial. Monumentul, inaugurat în august 2011, este administrat de National Park Service. Adresa monumentului, 1964 Independence Avenue, S.W, amintește anul în care a fost promulgată Civil Rights Act.
Începând cu 1971, orașul St. Louis, Missouri, a decretat o zi festivă în memoria lui Martin Luther King. În 2 noiembrie 1983, președintele Ronald Reagan a promulgat o lege ce stabilește o zi festivă la nivel  federal în memoria sa. Martin Luther King, Jr. Day a fost sărbătorită pentru prima dată în 20 ianuarie 1986. Din 1992, în timpul administrației Bush, această zi memorială s-a serbat în a treia zi de luni din ianuarie, în conexiune cu ziua de naștere a pastorului. În 17 ianuarie 2000, ziua memorială MLK a fost sărbătorită pentru prima dată pe tot cuprinsul SUA, ultimele state care au legiferat această zi festivă fiind Arizona, New Hampshire și Utah.

### Premii și nominalizări
- 1957: Publicația Time Magazine îl consideră una din primele 10 personalități ale anului.
- 1957: Asociația jurnaliștilor National Newspapers Publishers îi conferă premiul Russwurm.
- 1964: Time Magazine îl nominalizează ca "Omul anului" pe 1963.

- 1964:  Pe 10 decembrie primește Premiul Nobel pentru Pace înmânat de președintele comitetului Nobel Gunnar Jahn, la 35 de ani, fiind cea mai tânără persoană care primește un astfel de premiu. În plus, este al doilea american și al treilea om de culoare căruia i se conferă această distincție.

## Publicatii
- 1958 a publicat Strides Toward Freedom: The Montgomery Story.

### Distincții academice
Martin Luther King Jr. a fost onorat cu mai multe titluri academice de către diverse colegii și universități din SUA și alte țări, printre care:
- Doctor of Humane Letters, Colegiul Morehouse
- Doctor of Laws, Universitatea Howard
- Doctor of Divinity, Seminarul Teologic Chicago
- Doctor of Laws, Universitatea Morgan
- Doctor of Humanities, Universitatea Centrală de Stat
- Doctor of Divinity, Universitatea din Boston
- Doctor of Laws, Universitatea din Bridgeport
- Doctor of Civil Laws, Colegiul Bard
- Doctor of Letters, Colegiul Keuka